# Caterpillar 740

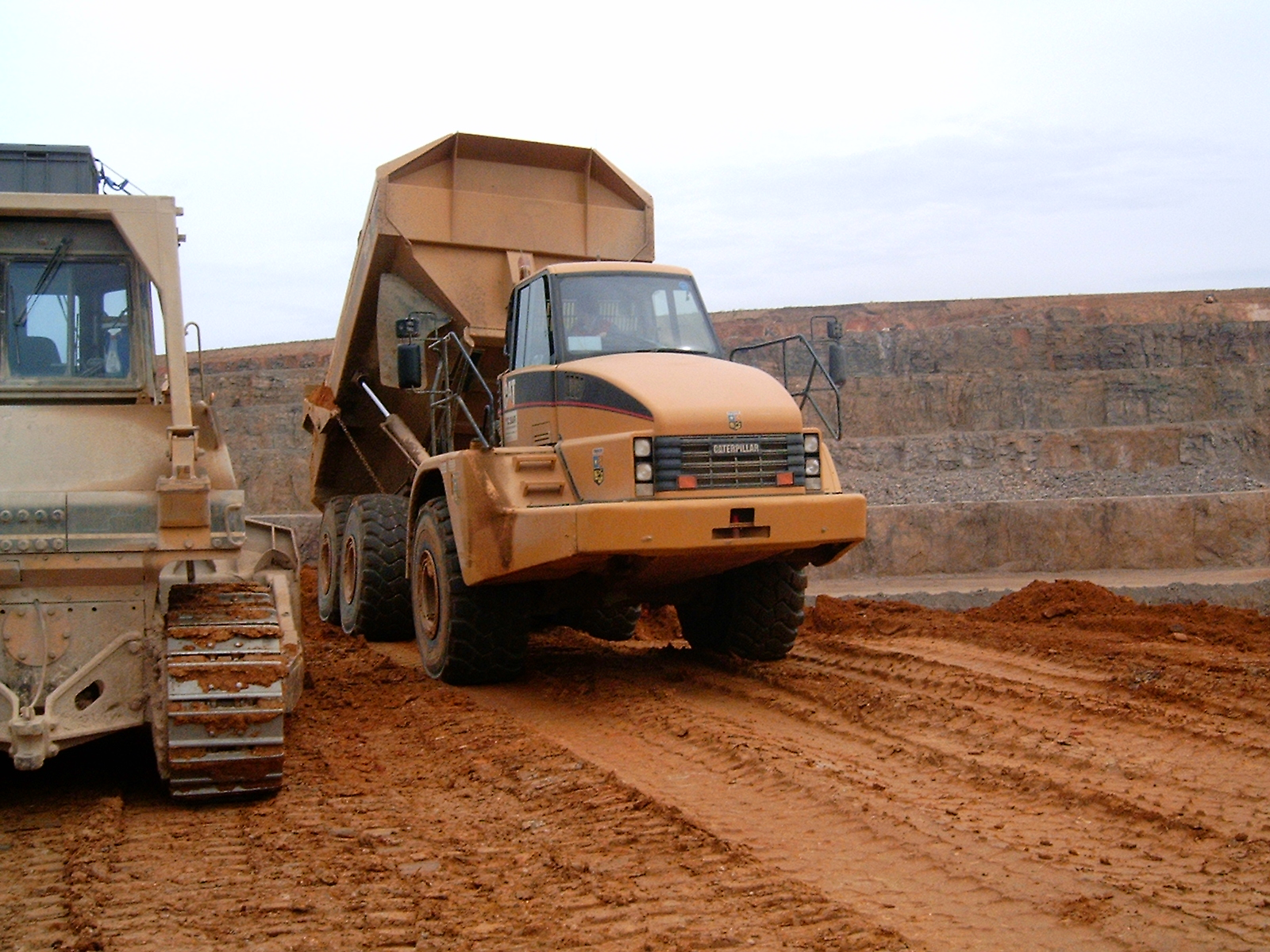
Caterpillar 740

Le Caterpillar 740 est un tombereau articulé à six roues motrices fabriqué par la société américaine Caterpillar. Ce modèle sorti en 2002 remplace le D400D. À la différence de celui-ci, le 740 n'a pas de cabine déportée, mais une cabine centrale, tout comme ses concurrents, le Volvo A40D (leader du marché) et le Bell B40D.

## Caractéristiques

### Masses et dimensions
- Longueur : 10,90 m
- Largeur : 3,43 m
- Hauteur : 3,74 m
- Masse à vide : 32 693 kg (sans la porte suspendue de la benne)

### Moteur, capacités et performances
- Moteur : 6 cylindres en ligne turbo-diesel de 14,6 litres.
- Puissance : 445 ch (329 kW).
- Puissance nette : 415 ch (309 kW) à 2 100 tr/min.
- Charge utile : 38 000 kg (selon le constructeur, qui tolère jusqu'à 42 000 kg pour la garantie). Soit, 70 693 kg au sol.
- Capacité de la benne : 22 m3 à ras, soit à peu près 30 m3.
- Vitesse de pointe : 55,1 km/h (34,2 MPH).

### Autres caractéristiques
Cette machine est équipée d'un différentiel interponts entre le premier et le deuxième pont, pour améliorer ses capacités en terrain glissant. Il est possible de le neutraliser grâce à une petite pédale.
Comme toutes les machines de ce type, il est possible de bloquer les trois différentiels d'essieu (ou différentiels de pont).
Ce camion est équipé, sur le pont avant et central, de freins multidisques à bain d'huile, ce qui limite leur échauffement.